# Mudroňovo
Mudroňovo és un poble i municipi d'Eslovàquia que es troba a la regió de Nitra, al sud-oest del país. La primera menció escrita de la vila es remunta al 1921.

## Demografia
| Godina             | 1994 | 2004    | 2014    | 2024   |
| ------------------ | ---- | ------- | ------- | ------ |
| Nombre de persones | 89   | 110     | 130     | 124    |
| Diferència         |      | +23,59% | +18,18% | −4,61% |

| Godina             | 2023 | 2024   |
| ------------------ | ---- | ------ |
| Nombre de persones | 123  | 124    |
| Diferència         |      | +0,81% |